# Лопатищи
Лопа́тищи — село в Кстовском районе Нижегородской области России. Входит в состав Чернышихинского сельсовета.

## География
Село находится в центральной части Нижегородской области, в зоне хвойно-широколиственных лесов, к западу от реки Алфёровки, на расстоянии приблизительно 26 километров (по прямой) к юго-востоку от города Кстова, административного центра района. Абсолютная высота — 102 метра над уровнем моря.
Климат
Климат характеризуется как умеренно континентальный, с коротким умеренно тёплым летом и холодной многоснежной зимой. Среднегодовая температура — 3,6 °C. Средняя температура воздуха самого тёплого месяца (июля) — 18,4 °C (абсолютный максимум — 39 °C); самого холодного (января) — −11,8 °C (абсолютный минимум — −40 °C). Среднегодовое количество атмосферных осадков составляет 500 мм, из которых 410 мм выпадает в период с апреля по октябрь. Устойчивый снежный покров устанавливается в третьей декаде ноября и держится около 154 дней.
Часовой пояс
Село Лопатищи, как и вся Нижегородская область, находится в часовой зоне МСК (московское время). Смещение применяемого времени относительно UTC составляет +3:00.

## История
Селение Лопатищи возникло из становища бортников в раменном лесу на берегу речки Ивашевки, недалеко от древней дороги, шедшей вдоль Волги в Сибирь, в 3—4 верстах от Работок. Название своё починок, а потом и деревня получили от протекавшей рядом речки Лопатинки.
Впервые о данном поселении упоминается в царской жалованной грамоте от 15 июня 1619 года воеводе сибирского города-крепости Сургута дворянину Фёдору Васильевичу Волынскому:

Государь царь и великий князь Михайло Фёдорович всеа Руси пожаловал Фёдора Волынского за службу за Московское осадное сиденье в королевичев приход под Москву в вотчину из ево ж поместья жеребей бортного села Григорова да бортного же села Поповского — деревни Долгая Поляна, Бабкино селище тож, деревня Обатурова, деревня Лопатище со всеми угодьи. ...

В конце 16 века Лопатищи были государственной бортной деревней с 14 дворами и 15 мужчинами в них. Благодаря беженцам из разоренных во время Смуты центральных районов страны число жилых домов к 1614 году увеличилось до 22. Среди бортников записан и Марко Иванов, предположительно отец будущей жены протопопа Аввакума Анастасии Марковны.
Фёдор Васильевич Волынский делает деревню центром своих Нижегородских владений: возводит «вотчинников» двор. С тех пор Лопатищи стали именоваться сельцом (селение с усадьбой вотчинника, но без церкви).
В Лопатищах начинал своё служение протопоп Аввакум, глава старообрядческого движения. Ко времени переезда Аввакума Петрова с братьями в Лопатищи это было уже многолюдное сельцо, принадлежало оно стольнику Петру Васильевичу Шереметеву.

## Население
| 2002 | 2010 |
| ---- | ---- |
| 12   | ↘8   |

Национальный состав
Согласно результатам переписи 2002 года, в национальной структуре населения русские составляли 100 %.